# بازگشت (آلبوم)
بازگشت (به انگلیسی: Relapse) ششمین آلبوم استودیویی رپر آمریکایی امینم است که پنج سال پس از آلبوم قبلی اش دوباره خوانی منتشر شد. ضبط بازگشت بین سال‌های ۲۰۰۷ تا ۲۰۰۹ انجام شد و آهنگسازی ۱۹ ترانه از این آلبوم بر عهده دکتر دره بود. این آلبوم مقام اول را در بیلبورد ۲۰۰ به‌دست آورد و تنها در هفته اول نزدیک به ششصد و هشت هزار نسخه از آن به فروش رسید. بازگشت در سراسر جهان نزدیک به چهار و نیم میلیون نسخه فروش داشت و امینم برای این آلبوم دو جایزه گرمی دریافت کرد. آلبوم از لهجۀ بسیار خاصی برخوردار است و از معروفترین آهنگ‌های این آلبوم می‌توان به «۳ نیمه شب»، «ما تو رو ساختیم»، «زیبا» و «بطری شکسته» اشاره کرد.